# Язевка-Сибирская
Язевка-Сибирская — станция (населённый пункт) в Алейском районе Алтайского края. Входит в состав Кашинского сельсовета.

## География
Населённый пункт находится в центральной части Алтайского края, при станции Язевка Туркестино-Сибирской магистрали и федеральной автотрассы А322 Барнаул — Рубцовск — граница с Республикой Казахстан.

### Климат
Климат резко континентальный. Средняя температура января −17,6ºС, июля — + 20ºС. Годовое количество осадков — 440 мм

## История
В 1928 году казарма Казарма-Язовская 375 км состояла из 12 хозяйств, основное население — русские. В административном отношении находилась в составе Кашинского сельсовета Алейского района Барнаульского округа Сибирского края.

## Население
| 1926 | 1997 | 1998 | 1999 | 2000 | 2001 | 2002 | 2003 | 2004 |
| ---- | ---- | ---- | ---- | ---- | ---- | ---- | ---- | ---- |
| 42   | ↗180 | ↘179 | ↘164 | ↘160 | ↘148 | ↗149 | ↘147 | ↗151 |
| 2005 | 2006 | 2007 | 2008 | 2009 | 2010 | 2011 | 2012 | 2013 |
| ↘120 | ↗124 | ↘117 | ↘103 | ↘90  | ↘70  | →70  | ↘65  | ↘59  |

### Национальный состав
Согласно результатам переписи 2002 года, в национальной структуре населения русские составляли 93 % из 157 чел.

## Улицы
- ул. Вокзальная,
- ул. Лесная,
- ул. Линейная,
- ул. Целинная.

## Инфраструктура
Путевое хозяйство Западно-Сибирской железной дороги.